# Festival di Sanremo 1975
Il venticinquesimo Festival di Sanremo si svolse al Salone delle feste del Casinò di Sanremo dal 27 febbraio al 1º marzo 1975 con la conduzione di Mike Bongiorno, affiancato da Sabina Ciuffini, già al fianco del presentatore come valletta nel quiz a premi Rischiatutto, trasmesso fino all'anno precedente.
Si tratta di un'edizione considerata tra quelle di minor successo della storia del Festival a causa di disaccordi tra il comune di Sanremo, organizzatore della manifestazione, e le case discografiche, che decisero di boicottarla non inserendo cantanti celebri nel cast di artisti in gara.
Nonostante il fondamentale insuccesso dell'edizione, dal punto di vista tecnico è da ricordare in quanto fu il primo Festival trasmesso completamente a colori per tutte le televisioni del circuito Eurovisione anche se la Rai, produttrice televisiva dell'evento, lo trasmise ancora in bianco e nero in Italia; a lungo si ritenne che fosse la prima mai prodotta a colori fin quando si scoprì una copia d'archivio del festival del 1973 registrata con telecamere a colori mai distribuita, se non alla televisione di Stato cecoslovacca, che quasi 44 anni dopo ne restituì una copia alla Rai.
Vincitrice del Festival fu la ventiquattrenne Gilda con Ragazza del sud; alle sue spalle si classificarono nell'ordine Angela Luce e Rosanna Fratello: fu la prima volta in cui tre donne occuparono i primi tre posti da quando ogni interprete poteva presentarsi con una sola canzone, nonché la prima affermazione di una cantautrice.

## Storia
Il comune di Sanremo aveva deciso, per iniziativa del suo assessore al turismo Napoleone Cavaliere, di assumere la gestione diretta del Festival estromettendo impresari storici come Ezio Radaelli, Vittorio Salvetti, Gianni Ravera ed Elio Gigante; tuttavia una crisi politica nell'amministrazione portò, a circa un mese dall'inizio della manifestazione, alle dimissioni di cinque assessori compreso lo stesso Cavaliere e il blocco delle attività del Festival che ancora a inizio febbraio non conosceva la griglia dei partecipanti; solo l'arrivo del direttore d'orchestra Enrico Simonetti qualche giorno più tardi permise di velocizzare la parte artistica con gli abbinamenti tra brani e interpreti.
In tale confusione organizzativa, cui si aggiunse anche il pesante contenzioso tra Comune di Sanremo ed etichette discografiche, vennero a mancare al Festival gli artisti di vaglia, negati dalle etichette stesse, e di conseguenza il cast fu composto prevalentemente da compositori e cantanti semisconosciuti: circa il settanta per cento degli autori, infatti, aveva fino a quella data pubblicato a proprie spese; tra di essi ne figurava uno, Pier Benito Greco, al ventesimo tentativo consecutivo di vedersi ammettere una canzone, oltre ad altri che avevano approfittato della mancanza di grossi nomi per tentare di mettersi in evidenza.
Anche tra i cantanti le presenze famose erano scarse: a parte Rosanna Fratello, Pilat, paroliere di successo, Emy Cesaroni, che vantava già diverse esperienze canore, e l'artista napoletana Angela Luce, il resto del cast era formato da esordienti o artisti mai assurti alla grande fama: per citare alcuni esempi, la piemontese Antonella Bellan, all'epoca sedicenne e interprete del brano del citato Greco Lettera o il romano Franco Reali, artista di sala, che con l'assistenza di quattro coriste presentò con il nome di Franco e le Piccole Donne un brano dal suono rétro dal titolo Come Humphrey Bogart o ancora la stessa vincitrice, Gilda, nota per lo più a livello locale, che durante le prime giornate del concorso mostrava ai giornalisti dei ritagli della Stampa di dieci anni prima in cui alcuni abitanti di Masserano, suo paese natale, lodavano la allora quattordicenne cantante e la segnalavano all'attenzione degli organizzatori dei grandi eventi.
Inoltre, la madre della cantante Daniela denunciò di avere pagato otto milioni di lire alla casa discografica Osi, nella persona del suo presidente Sergio Rametti, in cambio della garanzia di accedere alla finale (cosa poi non avvenuta).
A propria volta, Rametti rispose che si trattava di un contributo spese senza alcuna garanzia ed ebbe un diverbio con l'impresario della cantante, giungendo fino allo scontro fisico e facendosi così allontanare dalla sala stampa.
La stessa Rai si disimpegnò sostanzialmente dall'evento, in quanto, a due settimane dalla gara, emise un comunicato con il quale garantì la copertura televisiva soltanto per la finale di sabato 1º marzo, sul Nazionale, lasciando a Radio 2 le dirette per le due serate eliminatorie di giovedì 27 e venerdì 28 febbraio.
La finale fu ripresa con telecamere a colori a uso dei telespettatori collegati all'evento tramite l'Eurovisione, mentre invece quelli della Rai dovettero attendere l'edizione del 1977.
Negli archivi della Rai non risultano sopravvivere che brevi spezzoni a colori della gara, non avendo all'epoca l'emittente di Stato la sistematica abitudine di riversare su Ampex gli eventi in diretta televisiva.

## Il festival
L'organizzazione, come detto, fu in capo al comune di Sanremo; il tema musicale di apertura fu Sanremo, eseguito da Alberto Feri e i Musicals.
L'orchestra era diretta da Enrico Simonetti e i riassunti dei brani furono a cura di Johnny Sax (Gianni Bedori) e Piergiorgio Farina.
La direzione artistica fu di Bruno Pallesi.

### Regolamento
I brani in gara furono 30, uno per interprete, che furono presentati nelle prime due serate di gara, quindici per serata.
Per ciascuna delle due serate la giuria doveva decidere i sei brani migliori da mandare alla terza serata di finale.
Nella gara di finale, riservata ai 12 migliori brani, furono proclamati i primi sei classificati; gli altri sei finalisti furono considerati settimi a pari merito.

### Brani di riserva
Nell'occasione furono individuati anche tre brani di rimpiazzo, potenzialmente idonei a subentrare per sopperire a eventuali defezioni o squalifiche: Chiaro di Alberto Feri, Silenzio tra noi di Theos e Ricominciamo da zero di Angela Bazzi.

## Partecipanti
| Interprete                  | Ultima partecipazione al Festival |
| --------------------------- | --------------------------------- |
| Angela Luce                 | Esordiente                        |
| Annagloria                  | Esordiente                        |
| Antonella Bellan            | Esordiente                        |
| Daniela                     | Esordiente                        |
| Ely Neri e la sua orchestra | Esordienti                        |
| Emy Cesaroni                | Esordiente                        |
| Eugenio Alberti             | Esordiente                        |
| Eva 2000                    | Esordienti                        |
| Franco e le Piccole Donne   | Esordienti                        |
| G.Men                       | Esordienti                        |
| Gabriella Sanna             | Esordiente                        |
| Gianni Migliardi            | Esordiente                        |
| Gilda                       | Esordiente                        |
| Goffredo Canarini           | Esordiente                        |
| Jean-François Michael       | Esordiente                        |
| Kriss and Saratoga          | Esordienti                        |
| La Quinta Faccia            | Esordienti                        |
| Laura                       | Esordiente                        |
| Le Nuove Erbe               | Esordienti                        |
| Le Volpi Blu                | Esordienti                        |
| Leila Selli                 | Esordiente                        |
| Lorenzo Pilat               | 1968 (con lo pseudonimo Pilade)   |
| Nannarella                  | Esordiente                        |
| Nico dei Gabbiani           | Esordiente                        |
| Paola Folzini               | Esordiente                        |
| Paola Musiani               | 1974                              |
| Piero Cotto                 | Esordiente                        |
| Rosanna Fratello            | 1974                              |
| Stefania                    | Esordiente                        |
| Valentina Greco             | 1974                              |

### La scaletta
La scaletta delle prime due serate di gara fu comunicata il 25 febbraio dal direttore artistico Bruno Pallesi durante una sessione di prove che vide la presenza solo della stampa, essendo stata disertata completamente dal pubblico.

#### Ordine di uscita della prima serata
- Piero Cotto, Il telegramma
- Emy Cesaroni, 1975… amore mio
- Antonella Bellan, Lettera
- Franco e le Piccole Donne, Come Humphrey Bogart
- Laura, E poi e poi
- Gianni Migliardi, Sei stata tu
- Paola Folzini, Il ragioniere
- Stefania, L'incertezza di una vita
- G.Men, Oggi
- Angela Luce, Ipocrisia
- Gabriella Sanna, Adesso basti tu…
- Le Volpi Blu, Senza impegno
- Lorenzo Pilat, Madonna d'amore
- Paola Musiani, Se nasco un'altra volta
- Eva 2000, In amore non si può mentire

Ipocrisia di Angela Luce fu la canzone più votata e vinse la serata, quasi doppiando la seconda classificata, Il telegramma; a seguire Come Humphrey Bogart, E poi e poi e Sei stata tu; sesti a pari merito furono L'incertezza di una vita di Stefania e Senza impegno delle Volpi Blu; fu necessario un sorteggio (primo e unico caso nella storia del Festival) a seguito del quale andò in finale Stefania.

#### Ordine di uscita della seconda serata
- Eugenio Alberti, Decidi tu per me
- Daniela, Dolce abitudine
- La Quinta Faccia, Quattro stagioni
- Nico dei Gabbiani, Io credo (ci son cose più grandi di te)
- Gilda, Ragazza del sud
- Ely Neri e la sua Orchestra, Tango di casa mia
- Annagloria, La paura di morire
- Goffredo Canarini, Scarafaggi
- Valentina Greco, Un grande addio
- Nannarella, Sotto le stelle
- Kriss & Saratoga, Piccola bambina cara
- Leila Selli, Sola in due
- Jean-François Michael, Innamorarsi
- Rosanna Fratello, Va’ speranza va’
- Le Nuove Erbe, Topolino piccolo

I primi 6 brani furono Ragazza del sud (22 voti), vincitore della seconda serata e, a seguire, Va’ speranza va’ (18), Decidi tu per me e Un grande addio (17 ciascuno), Topolino piccolo (16) e Io credo (13).

### Serata finale
Alla serata finale presero parte (in ordine alfabetico) Eugenio Alberti, Piero Cotto, Franco e le Piccole Donne, Rosanna Fratello, Gilda, Valentina Greco, Laura, Angela Luce, Gianni Migliardi, Nico dei Gabbiani, Le Nuove Erbe e Stefania.
Le sei canzoni più votate furono Ragazza del sud, Un grande addio, Va’ speranza va’, Come Humphrey Bogart, Ipocrisia ed E poi e poi: per determinare la vincitrice esse furono sottoposte a un televoto tra circa ottanta abbonati RAI estratti tra coloro in regola con il pagamento del canone.
La canzone vincitrice fu Ragazza del sud di Gilda con 24 preferenze; Angela Luce con Ipocrisia e Rosanna Fratello con Va’ speranza va’ raccolsero 15 preferenze ciascuno, ma la piazza d'onore andò alla prima perché aveva vinto la propria serata di gara; Valentina Greco con Un grande addio e Laura con E poi e poi furono quarte ex aequo e Franco e le Piccole Donne raccolsero 7 voti piazzandosi sesti.
Furono considerati settimi ex aequo gli altri sei finalisti esclusi dalla votazione finale.
Benché non fosse stata in assoluto la prima edizione a vedere tre donne nei primi tre posti, si trattava tuttavia della prima volta da quando ogni artista potesse presentarsi con una sola canzone; nel 1956, in effetti, le prime tre classificate Franca Raimondi, Tonina Torrielli e Luciana Gonzales eseguirono complessivamente 11 delle 20 canzoni in gara e, addirittura, nel 1952, le tre canzoni vincitrici erano interpretate da Nilla Pizzi che, in tale edizione di rassegna, interpretò 11 canzoni sulle 18 in gara.

## Classifica finale
| Posizione | Interprete                  | Canzone                                 | Autori                                                        | Voti ricevuti |
| --------- | --------------------------- | --------------------------------------- | ------------------------------------------------------------- | ------------- |
| 1         | Gilda                       | Ragazza del sud                         | R. Scalabrino                                                 | 24            |
| 2         | Angela Luce                 | Ipocrisia                               | P. Giordano e E. Alfieri                                      | 15            |
| 2         | Rosanna Fratello            | Va' speranza va'                        | G. Taddei e F. Graniero                                       | 15            |
| 4         | Valentina Greco             | Un grande addio                         | G. Puzzo, B. Moglia, P. Limiti, E. Capotosti e M. C. Lacamera | 13            |
| 5         | Laura                       | E poi e poi                             | N. La Mantia                                                  | 10            |
| 6         | Franco e le Piccole Donne   | Come Humphrey Bogart                    | L. Raggi e B. Pallini                                         | 7             |
| F         | Le Nuove Erbe               | Topolino piccolo                        | F. Specchia e P. Prencipe                                     |               |
| F         | Nico dei Gabbiani           | Io credo (Ci son cose più grandi di te) | Cadam e F. Turnaturi                                          |               |
| F         | Eugenio Alberti             | Decidi tu per me                        | P. Montanaro, E. Ronda, A. Gallo e M. Mellier                 |               |
| F         | Gianni Migliardi            | Sei stata tu                            | S. Piccioli, A. Valleroni e F. Tessandori                     |               |
| F         | Piero Cotto                 | Il telegramma                           | V. Pallavicini e G. Donaggio                                  |               |
| F         | Stefania                    | L'incertezza di una vita                | F. Specchia, P. Prencipe e S. Sciannamea                      |               |
| NF        | Emy Cesaroni                | 1975… amore mio                         | F. Specchia e P. Prencipe                                     |               |
| NF        | Gabriella Sanna             | Adesso basti tu                         | G. Meccia e B. Zambrini                                       |               |
| NF        | Daniela                     | Dolce abitudine                         | P. Montanaro, E. Ronda, G. Rigo e A. Mammoliti                |               |
| NF        | Eva 2000                    | In amore non si può mentire             | L. Capello e M. Cenci                                         |               |
| NF        | Jean-François Michael       | Innamorarsi                             | D. Sarti, A. De Lorenzo, A. Olivares e B. Stecca              |               |
| NF        | Annagloria                  | La paura di morire                      | G. Calabrese, E. Ballotta e P. Calvi                          |               |
| NF        | Antonella Bellan            | Lettera                                 | R. Scala, L. Medini, P. B. Greco e M. Mellier                 |               |
| NF        | Lorenzo Pilat               | Madonna d'amore                         | L. Pilat                                                      |               |
| NF        | G.Men                       | Oggi                                    | T. Cavalli                                                    |               |
| NF        | Kriss and Saratoga          | Piccola bambina cara                    | F. Specchia, P. Prencipe e S. Sciannamea                      |               |
| NF        | La Quinta Faccia            | Quattro stagioni                        | I. Pelosi e V. Caruso                                         |               |
| NF        | Paola Folzini               | Il ragioniere                           | C. Celli, A. Buonocore e A. Mammoliti                         |               |
| NF        | Goffredo Canarini           | Scarafaggi                              | G. Canarini                                                   |               |
| NF        | Paola Musiani               | Se nasco un'altra volta                 | A. Testa e P. Donaggio                                        |               |
| NF        | Le Volpi Blu                | Senza impegno                           | M. Motta, S. Bordoni, F. Delfino e G. Damele                  |               |
| NF        | Leila Selli                 | Sola in due                             | M. Francesio, G. Canarini e N. Roccabruna                     |               |
| NF        | Nannarella                  | Sotto le stelle                         | R. Balzani                                                    |               |
| NF        | Ely Neri e la sua orchestra | Tango di casa mia                       | E. Neri                                                       |               |

## Reazioni post-gara
Come detto, il 25º Festival fu considerato già all'epoca una delle peggiori edizioni mai svoltesi della rassegna canora, con l'aggravante, secondo la critica, di non avere approfittato della relativamente scarsa influenza delle etichette discografiche per proporre novità musicali; Aurelio Fierro, che figurava al festival come produttore di Angela Luce e discografico di Gianni Migliardi sotto contratto per la sua etichetta King, constatò che gran parte dei brani era materiale vecchio anche di dieci anni, tenuto nel cassetto in attesa dell'occasione idonea alla promozione; la stessa Ragazza del sud, rimasta inedita per quasi due anni e proposta in due consecutive edizioni del Festival, era un esempio di come gli artisti in gara non avessero voluto tentare strade musicali innovative e anzi si fossero dimostrati più conservatori dei loro più anziani colleghi che non avevano partecipato.
Non mancò infine una polemica relativa al brano di Emy Cesaroni, 1975… amore mio, inizialmente escluso dalla commissione in quanto non inedito (avrebbe partecipato a un concorso canoro svoltosi l'anno prima con un titolo diverso).
L'esclusione fu annullata e la canzone fu riammessa, ma la controversia giudiziaria andò avanti fino al 1981, quando il brano fu a posteriori giudicato non inedito e il comune di Sanremo condannato a pagare 10 milioni di lire a titolo di risarcimento danni.
In realtà, visto in retrospettiva, quello del 1975 era solo uno tra i punti più bassi della crisi artistica del Festival, che visse negli anni settanta il suo periodo di maggior oblio; gli artisti di grido non avevano alcuna intenzione di partecipare a un concorso canoro i cui metodi di gara non condividevano e le stesse case discografiche, del resto, avevano canali alternativi di promozione rispetto al Festival, non più centrale nelle sorti del mercato musicale italiano; anche con il nuovo decennio, infatti, pur riguadagnando ascolti con la trasformazione in evento televisivo e l'ingaggio come ospiti di noti artisti stranieri, il Festival non riprese più, se non solo parzialmente, la sua funzione di traino del mercato discografico nazionale.
Per quanto riguarda gran parte dei partecipanti, inclusa la stessa Gilda, pochi di essi sfuggirono al destino di coloro che la stampa musicale ribattezzò «meteore sanremesi»; della vincitrice Emio Donaggio, sulle pagine della Stampa, scrisse «Ieri [Gilda] Rosangela Scalabrino non era nessuno, oggi ha vinto, domani torna nell'anonimato», peraltro profeticamente, in quanto di lì a pochi anni la cantante smise effettivamente con l'attività musicale professionistica per gestire un albergo a Torino e dedicarsi solo saltuariamente allo spettacolo.